# کلاید، نیو ساوت ولز
کلاید (به انگلیسی: Clyde) یک حومه شهر در استرالیا است که در نیو ساوت ولز واقع شده‌است.